# Leviathan (película de 2012)
Leviathan es un documental estadounidense de 2012 dirigido por Lucien Castaing-Taylor y Véréna Paravel del Sensory Ethnography Lab de la Universidad de Harvard. Es un trabajo sobre la industria pesquera norteamericana. Los cineastas utilizaron cámaras GoPro y trabajaron en turnos de veinte horas durante el rodaje de la película.

## Recepción
Rotten Tomatoes reporta un 84% de aprobación para Leviathan basado en 51 críticos, y la película también tiene un promedio de 81/100 en Metacritic.